# Acipenser gueldenstaedtii
Lo storione danubiano (Acipenser gueldenstaedtii Brandt e Ratzeburg, 1833), noto anche come storione russo, è un pesce appartenente alla famiglia degli Acipenseridi.

## Descrizione

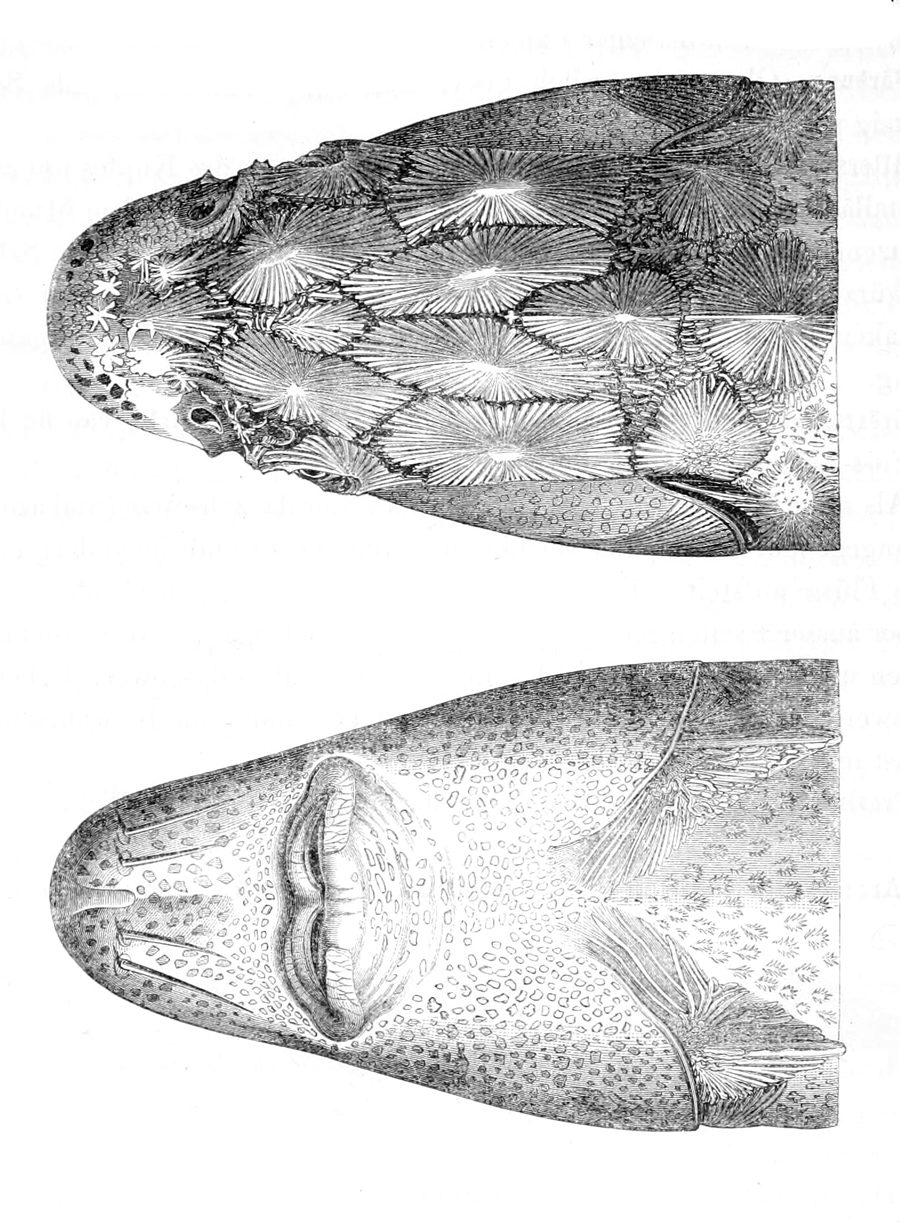
La testa vista da sopra e da sotto.

Lo storione danubiano può raggiungere i 236 cm di lunghezza e i 115 kg di peso, ma la maggior parte degli esemplari misura intorno ai 145 cm. Ha il muso corto e largo, ad apice arrotondato, più breve della porzione post-oculare del capo. La bocca, situata in posizione ventrale come quella di tutti gli storioni, è tubolare e protrattile, relativamente stretta e preceduta da quattro barbigli corti, rotondi, non sfrangiati e inseriti più vicino all'apice del muso che non all'apertura boccale, tanto da non arrivare a toccarla posteriormente. L'apice della coda presenta una marcata zigrinatura. Gli scudi ossei della serie medio-dorsale sono disposti a formare una fila di dimensione progressivamente decrescente. Altre serie longitudinali di piccoli scudi ossei sono interposte fra la serie dorsale e quelle laterali e talvolta anche fra queste ultime e quelle ventrali. Il corpo, allungato, presenta una sezione sub-cilindrica. La colorazione varia a seconda dell'ambiente e assume, sul dorso, tinte grigio-olivastre o grigio-nerastre più o meno scure. Sui fianchi la livrea schiarisce progressivamente, fino ad assumere una tinta biancastra sul ventre.

## Biologia

### Alimentazione
Negli esemplari che appartengono a popolazioni anadrome la migrazione riproduttiva dal mare ai fiumi ha inizio in primavera inoltrata e raggiunge il culmine in luglio. La risalita si estende più a monte di quella dello storione stellato, specie che occupa lo stesso areale. Gli avannotti e i giovani si nutrono di molluschi, crostacei e larve acquatiche di insetti. Questi animali iniziano generalmente a nutrirsi di altri pesci quando raggiungono circa 80 cm di lunghezza, ma anche da adulti continuano a prediligere i molluschi.

### Riproduzione
Lo storione danubiano raggiunge la maturità sessuale tra gli otto e i sedici anni nei maschi e tra i quindici e i venti anni nelle femmine. Le migliori femmine riproduttrici pesano, generalmente, tra venti e trenta chili. Lo storione danubiano si riproduce per lo più tra giugno e luglio. La fregola avviene a una profondità variabile tra i quattro e gli otto metri, su fondale ghiaioso, in acque dalla velocità compresa tra 0,9 e 1,2 metri al secondo e dalla temperatura di 12-20 °C. Le femmine depongono da 50.000 a 800.000 uova, che vengono subito fecondate dai maschi. Queste si schiudono dopo circa 90 ore.

## Distribuzione e habitat
La specie è originaria dei bacini del mar Caspio, del mar Nero e del mar d'Azov. Le pratiche di acquacoltura, tuttavia, hanno portato ad una serie di introduzioni, sia intenzionali che accidentali, un po' in tutta Europa. Attualmente lo storione danubiano è presente solamente nel mar Caspio e nel mar Nero. Per deporre le uova, gli esemplari che vivono nel Caspio risalgono i fiumi Volga e Ural; quelli del mar Nero depongono le uova nel corso inferiore del Danubio e nel Rioni (dove è stato segnalato l'ultima volta nel 1999). Nel mar d'Azov non esiste più una popolazione originaria, ma solamente esemplari reintrodotti. Se la specie si riproduca o no anche nel Kura è oggetto di discussione. Lo storione danubiano vive in mare, sui fondali sabbiosi e fangosi prossimi alle coste dei fiumi, ma esistono anche popolazioni che trascorrono l'intera esistenza in acqua dolce.

## Conservazione
La pesca intensa e l'alterazione dell'ambiente di questa specie ne hanno ridotto la capacità di riprodursi in modo naturale e di dare origine a una quantità di nuovi individui sufficienti a mantenerne la consistenza numerica. Dal governo russo ha perciò intrapreso da tempo un programma di allevamento destinato alla produzione di avannotti da ripopolamento. La riproduzione artificiale è praticata con particolare intensità per il ripopolamento del mar d'Azov e del Caspio. Questo programma riesce a rimediare, almeno in parte, alla drastica riduzione della riproduzione naturale, ma necessita di costante impegno e di finanziamenti. La grande importanza economica della specie ha indotto i russi, nel periodo 1955-1973, a introdurre nel bacino del Caspio circa 200 milioni di avannotti e altri 54 milioni nel bacino dei mar d'Azov.